# Szúrszop
A szúrszop vagy tüskés annóna (Annona muricata) a liliomfa-virágúak (Magnoliales) rendjébe, ezen belül az annónafélék (Annonaceae) családjába tartozó faj.
Nemzetségének a típusfaja.

## Előfordulása
A szúrszop eredeti előfordulási területe Mexikó délkeleti részétől délre, Guatemalán, Belizén, Costa Ricán, Hondurason, Nicaraguán, Salvadoron és Panamán keresztül, egészen Kolumbiáig, Venezueláig, A Guyana-fennsíkig, Peruig és Bolíviáig tart. Az Andokban 100-2000 méteres tengerszint feletti magasságokban is megtalálható. Egzotikus gyümölcsfaként az ember számos helyre betelepítette. Európán kívül, manapság minden kontinens trópusi és szubtrópusi részén élnek vadon élő állományai. Az új, ázsiai élőhelyein és az ültetvényeken a Graphium agamemnon nevű lepke hernyója vált az egyik kártevőjévé.

## Megjelenése
Ez a növény 9,1 méter magas kis fa vagy cserje, számos elágazással. A 8–16 centiméter hosszú és 3–7 centiméter széles levelei oválisak vagy keskenyen elliptikusak. A nagy levéltől eltérően a levélszárai rövidek, csak 4–13 milliméteresek. A virág külső szirmai sárgás árnyalatúak, 2,8–3,3 centiméter hosszúak és 2,1–2,5 milliméter szélesek. A gömbszerű, 30 centiméteres termését jól kiemelkedő, tüskés végű, pikkelyszerű képződmények borítják. A termés külseje sötétzöld színű, a húsa fehéres.

## Képek

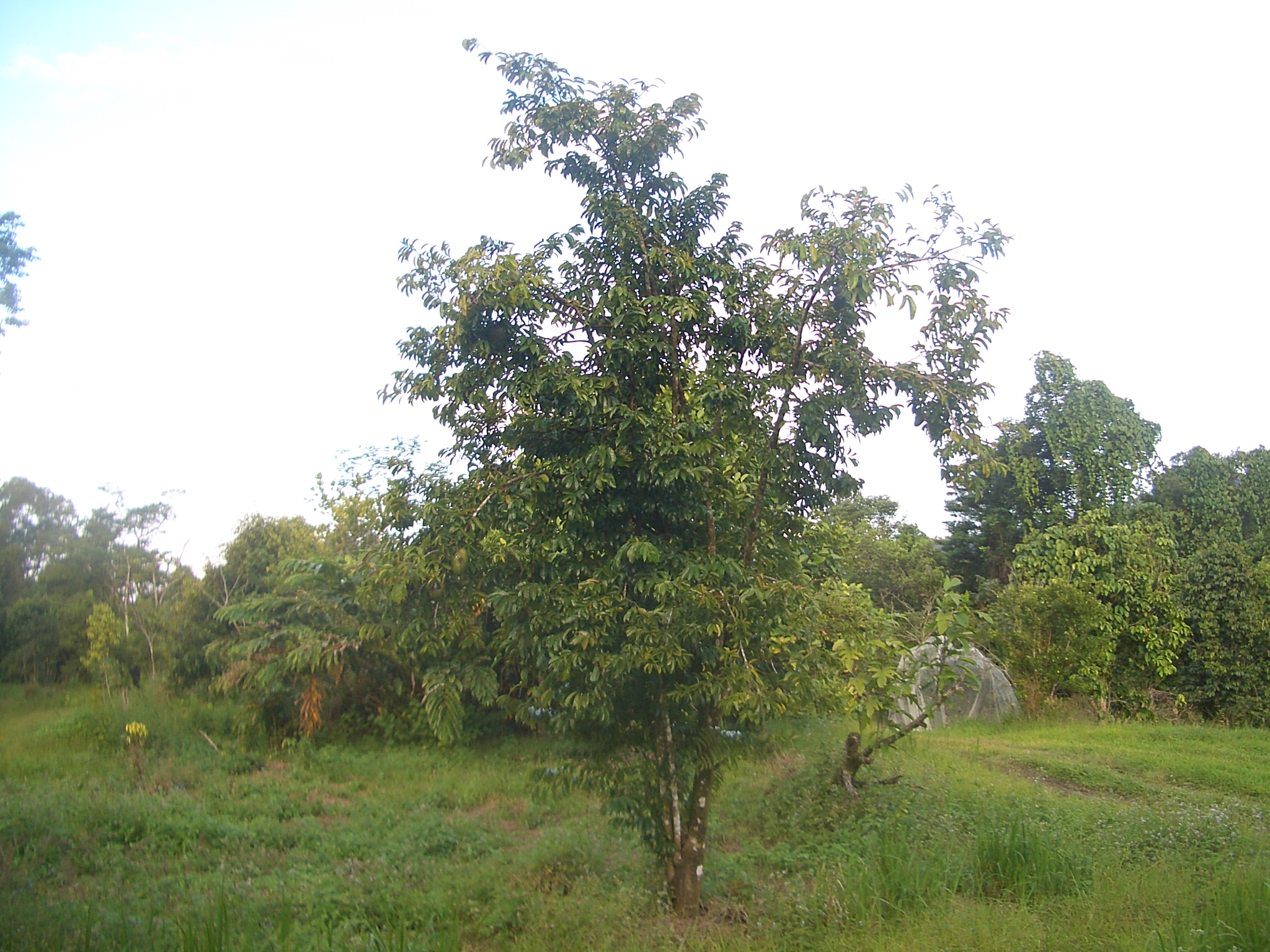
A növény
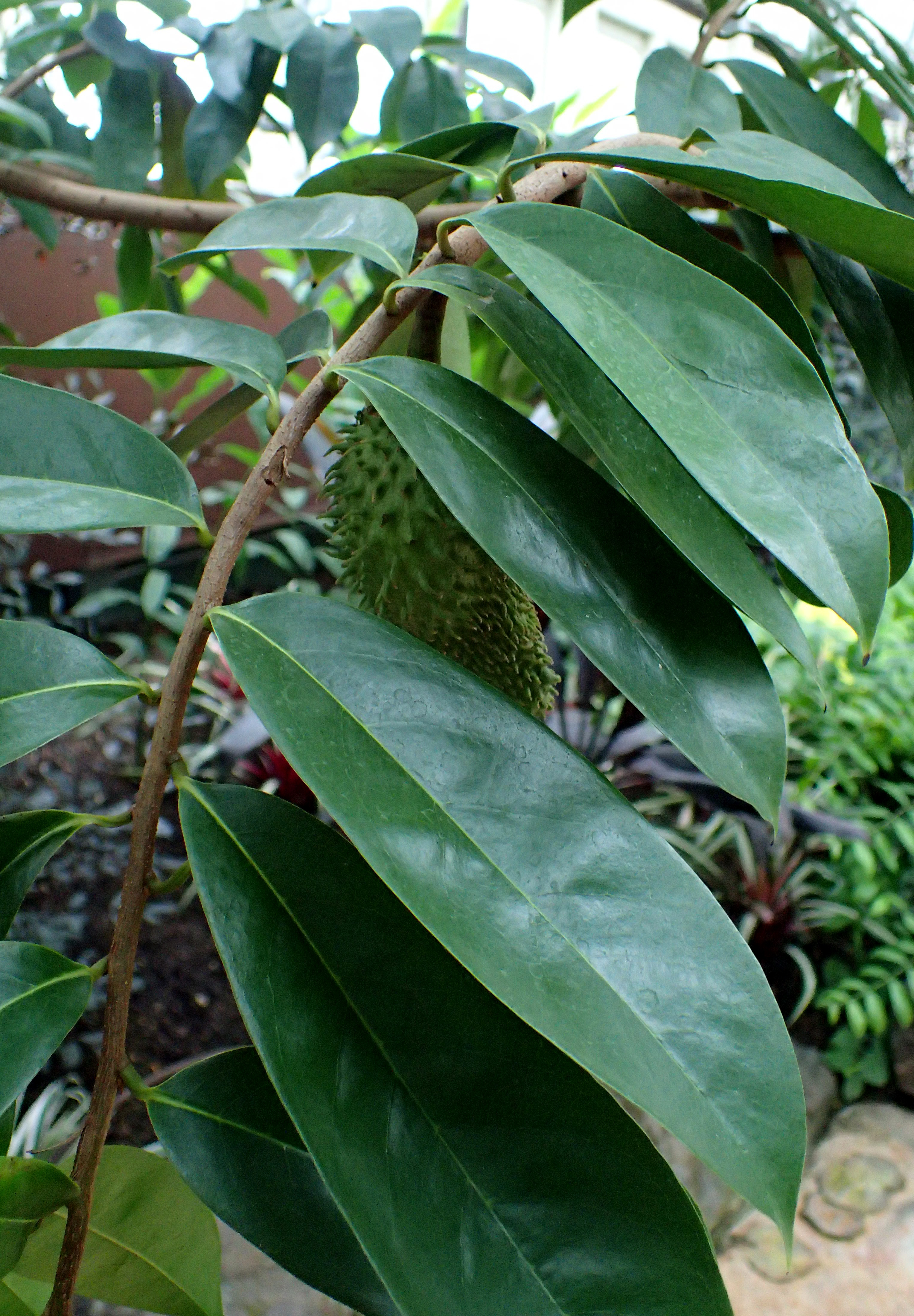
levelei,
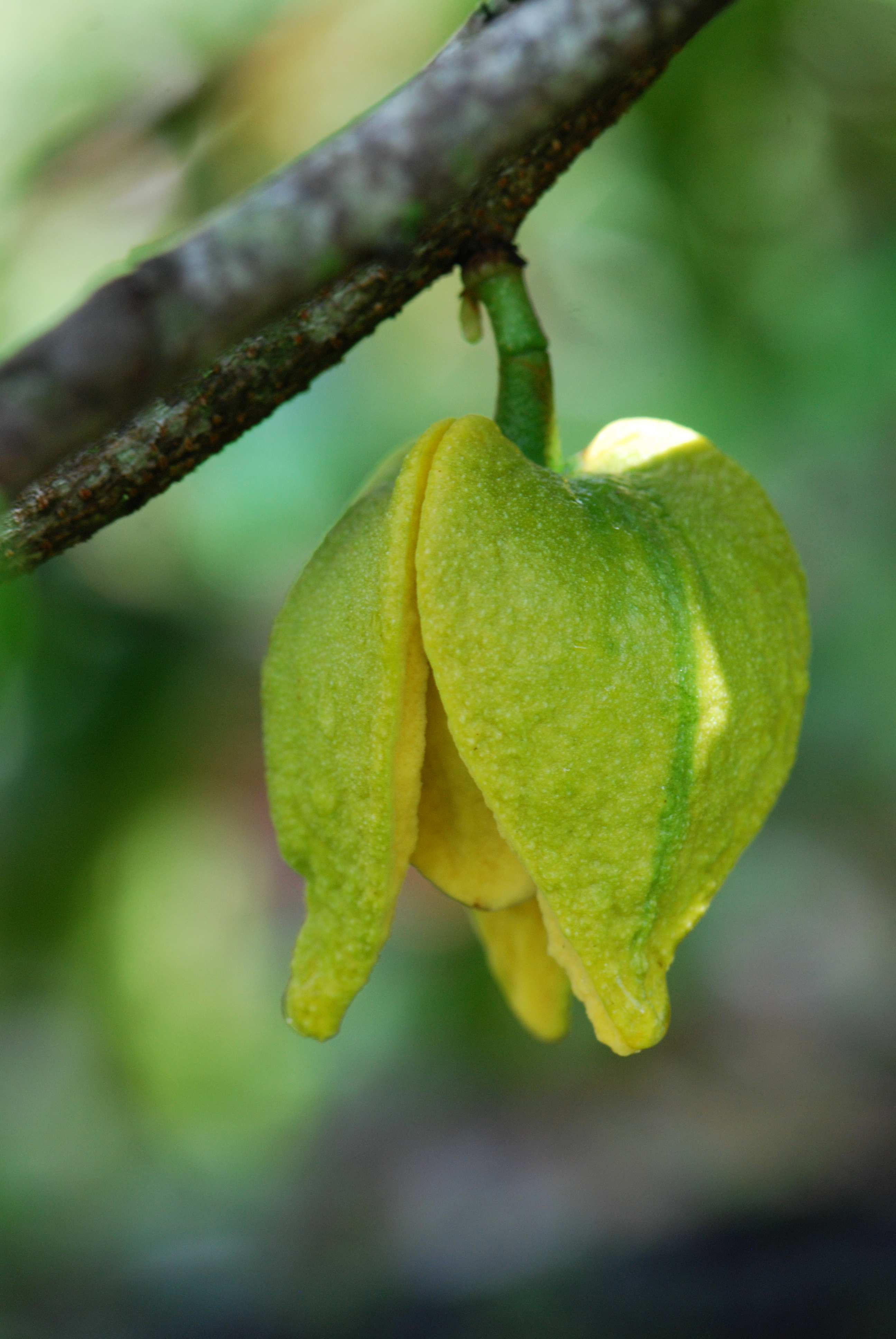
virága és
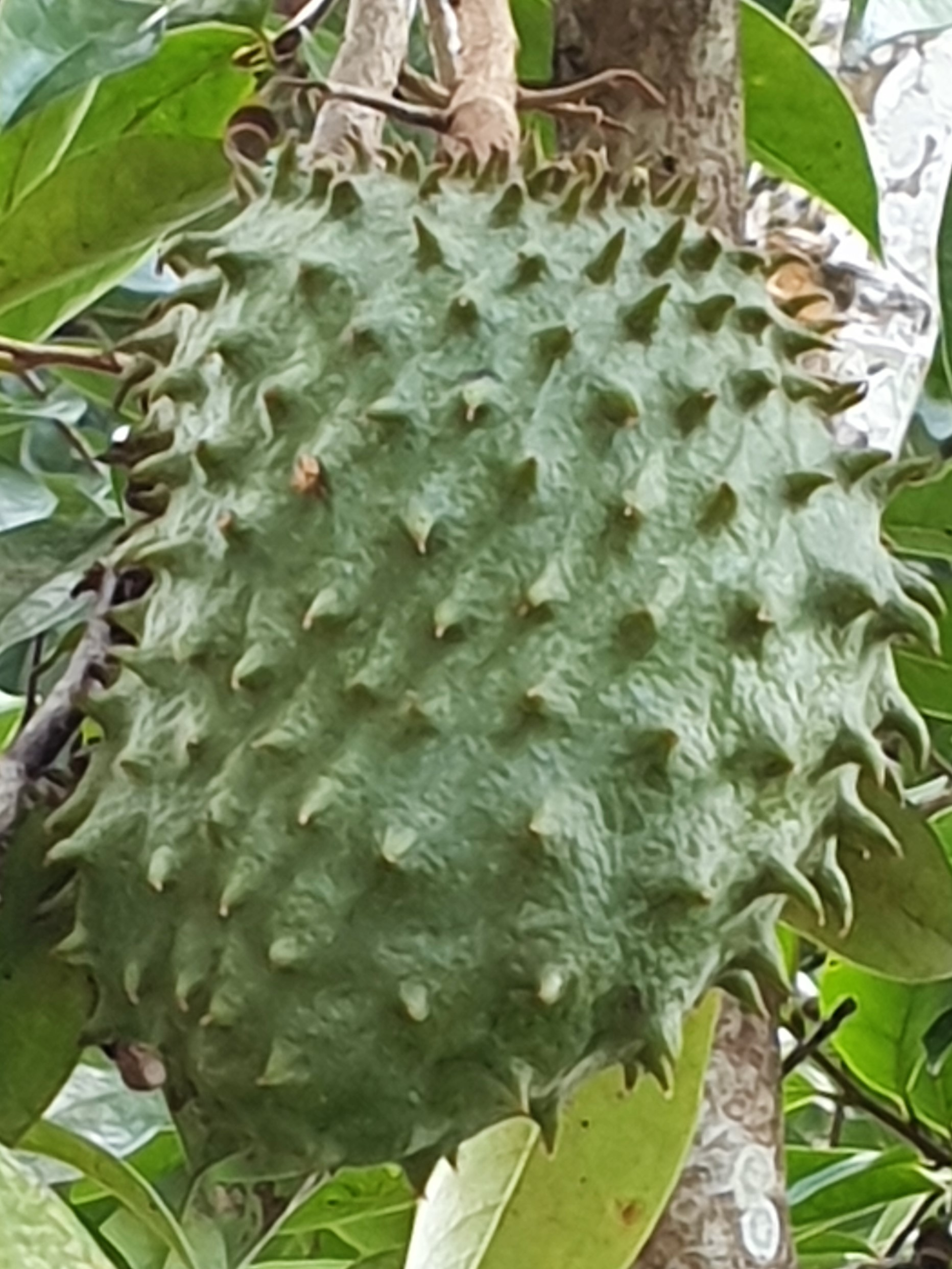
termése